# 500000 (عدد)
500000 (خمسمائة آلف) هو عدد صحيح. يلي العدد 499999 ويسبق العدد 500001 وهو عدد طبيعي.
الخمسمائة ألف الواحدة تساوي خمسمائة ألف.

## في الرياضيات
- حسب نظام العد العشري في الرياضيات، يمكن كتابة العدد خمسمائة آلف على النحو التالي:
- 500,000 — خمسة متبوعةً بخمسة أصفار.
- 5 × 104 — خمسة في عشرة مرفوعة لأس خمسة.